# Flughafen Brega

i8
i11
i13
Der Flughafen Al Burayqah (englisch Marsa Brega Airport, IATA-Code: LMQ, ICAO-Code: HLMB) ist der Flughafen von Brega (Al Burayqah) in Libyen.

## Lage
Der Flughafen liegt etwa 3 km südlich von Brega.
Das Flughafengelände liegt direkt an der Landstraße nach Adschdabiya.

## Geschichte
Während des Aufstandes in Libyen befand sich der Flughafen in der Hand oppositioneller Kräfte, wurde jedoch, Berichten zufolge, am 2. März 2011 von Regierungstruppen zurückerobert.

## Flugplatzmerkmale
Der Flughafen verfügt über verschiedene Navigationshilfen.
Das ungerichtete Funkfeuer (NDB) sendet auf der Frequenz: 403 kHz mit der Kennung: MB.
Die Ortsmissweisung beträgt 3° Ost.

## Zwischenfälle
- Am 13. Januar 2000 musste eine Short 360-300 der schweizerischen Fluggesellschaft Avisto (Luftfahrzeugkennzeichen HB-AAM) 5 Kilometer vom Flughafen Brega entfernt vor der libyschen Küste notgewassert werden. Dabei ertranken 22 der 41 Insassen. Schwimmwesten waren nicht an Bord. Die Maschine kam im Auftrag der US-amerikanischen Sirte Oil Company aus Tripolis. Die Piloten hatten versäumt, die Enteisungsanlage der Triebwerke einzuschalten, da sie ununterbrochen ein sachfremdes Thema diskutiert hatten (siehe auch Flugunfall einer Shorts 360 bei Brega).[2]